# Escorça de bedoll

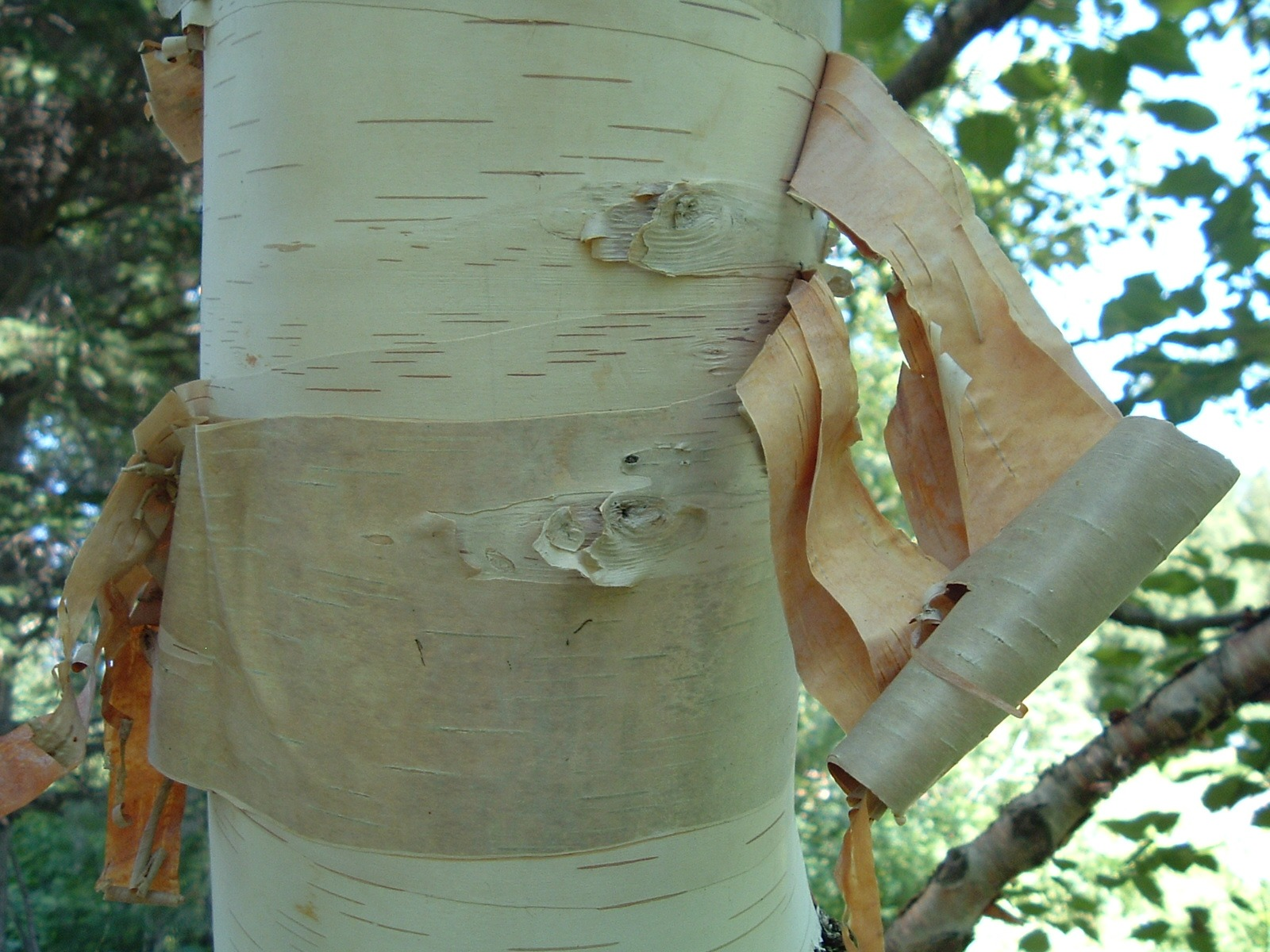
Escorça de Betula papyrifera, una espècie americana.

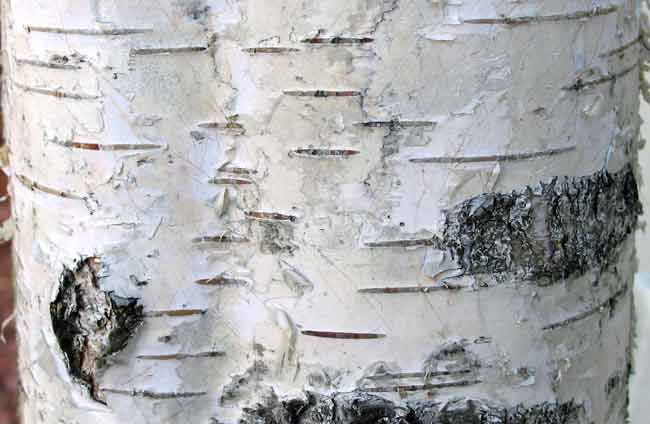
Escorça de Betula pendula, una espècia eurasiàtica.

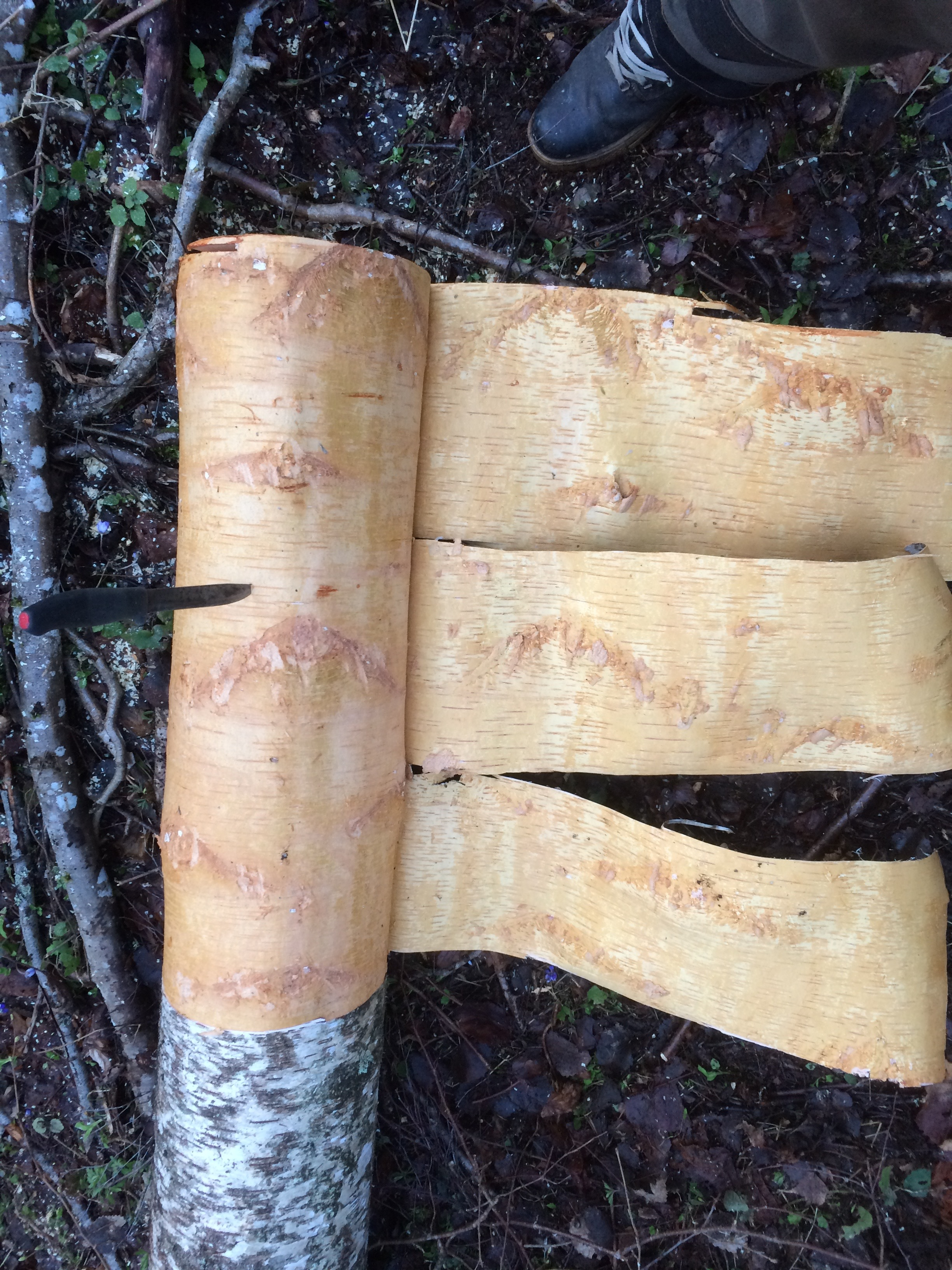
Escorça de bedoll

L'escorça de bedoll és un material tradicional a Europa del nord a Rússia, a Sibèria al Canadà i al nord dels Estats Units. És un material flexible, resistent i impermeable, que es doblega, s'afaiçona i es cus fàcilment. S'obté fàcilment per incisió superficial dels troncs i branques principals de diverses espècies de bedoll.
Al Canadà s'anomena, en francès, mâchecoui, i prové generalment del bedoll blanc (Betula papyrifera).
L'escorça de bedoll té nombrosos usos:
- com a revestiment per a terrats, wigwams, canoes ;
- com a matèria primera per fabricar diversos tipus d'objectes: caixes, bosses, cistelles, mocassins, barrets, etc.
- com a suport per a l'escriptura o d'arts gràfiques ;
- com a torxa per a encendre el foc: la seva impermeabilitat permet que la capa interna romangui seca fins i tot amb mal temps..

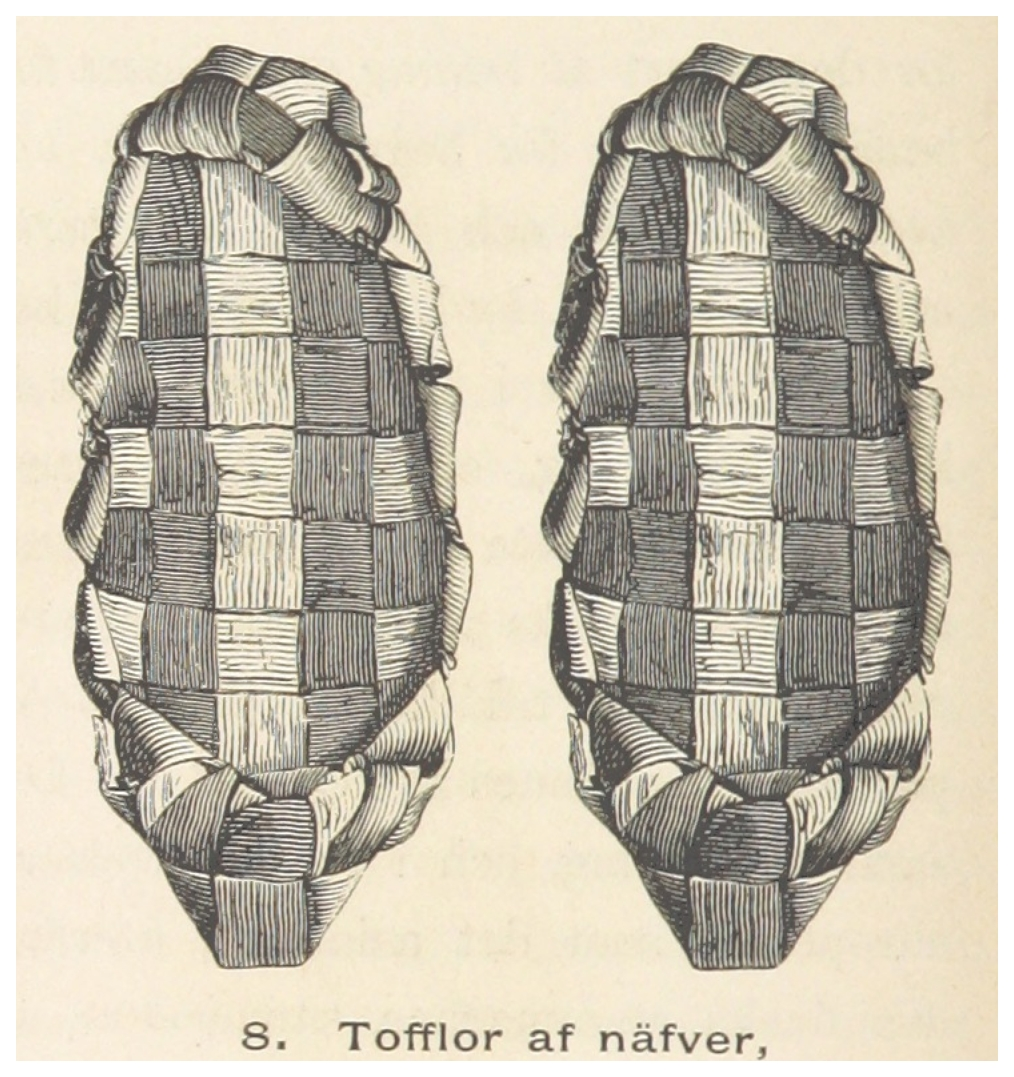
Galotxes finlandeses.
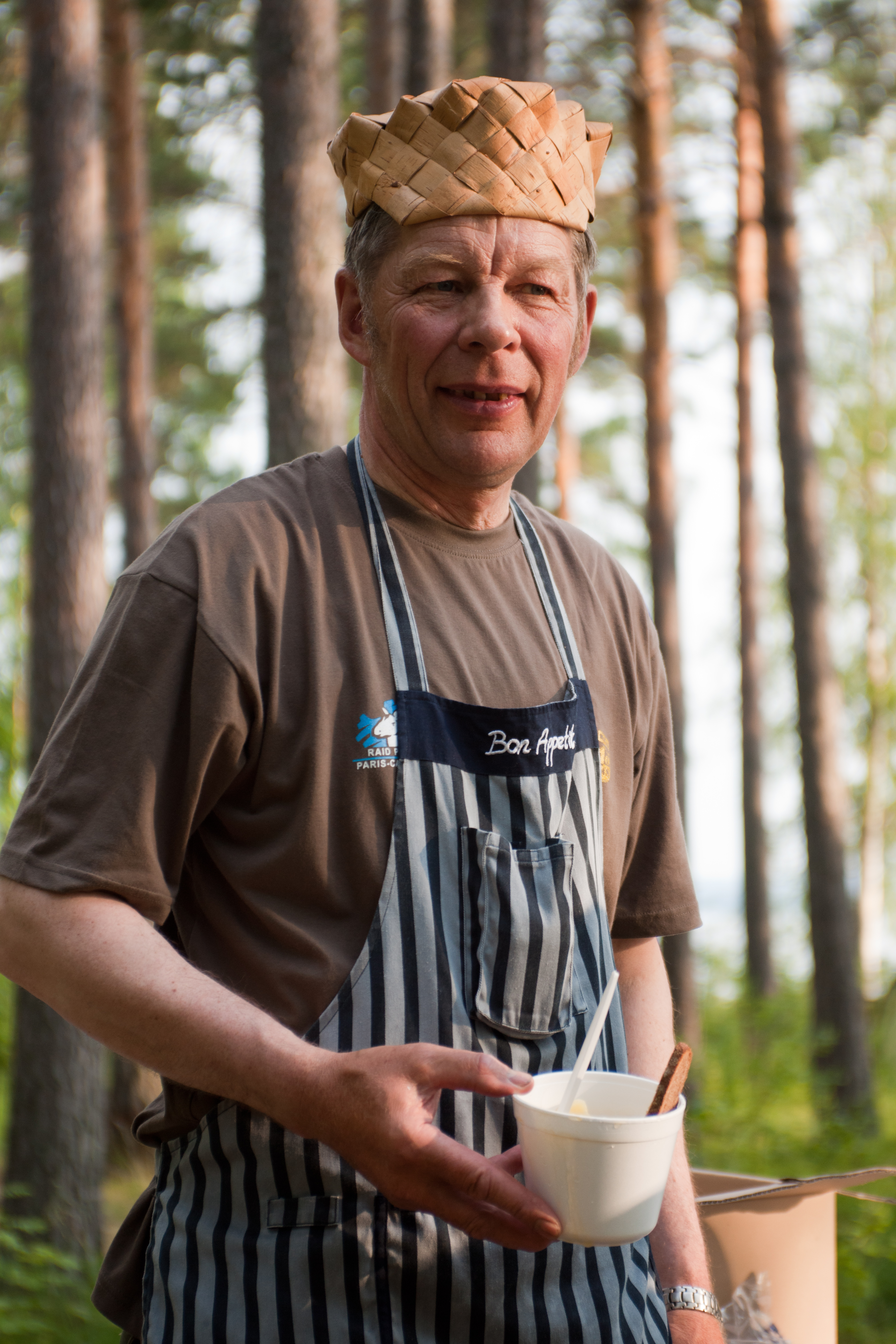
Barret.
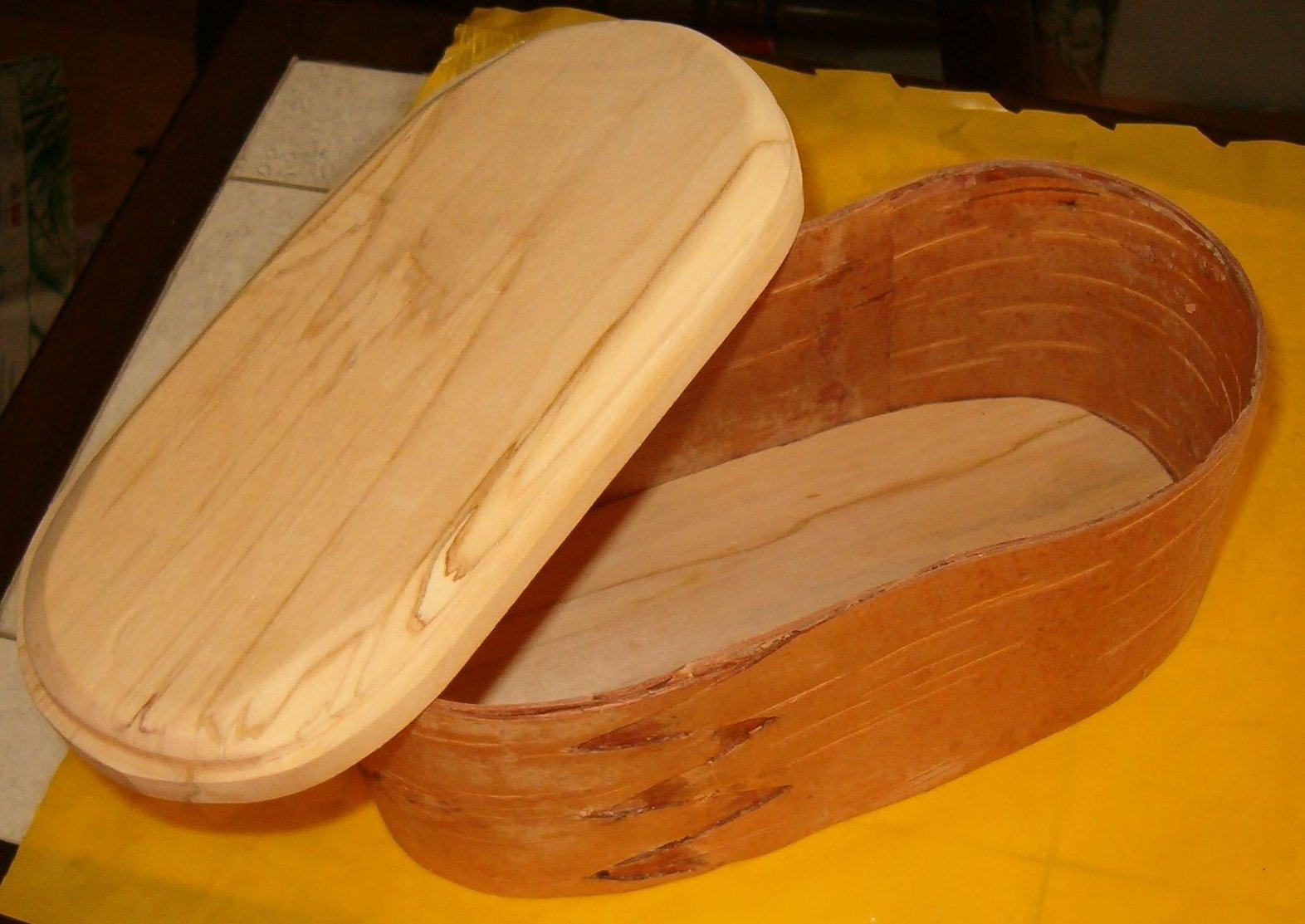
Caixa.
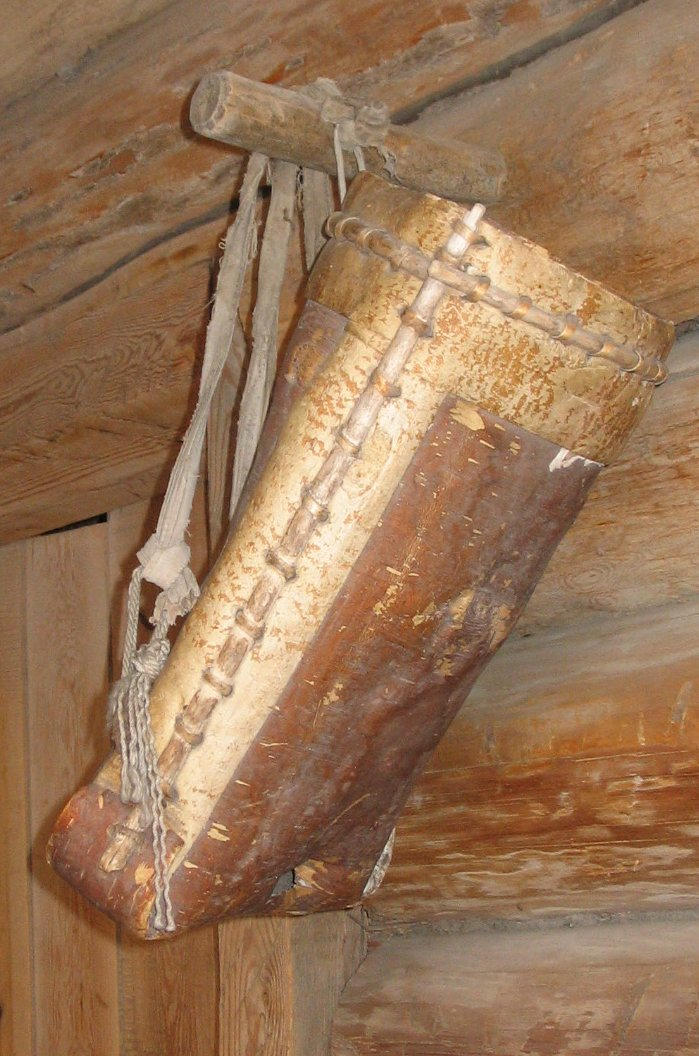
Bossa de cuir de bedoll
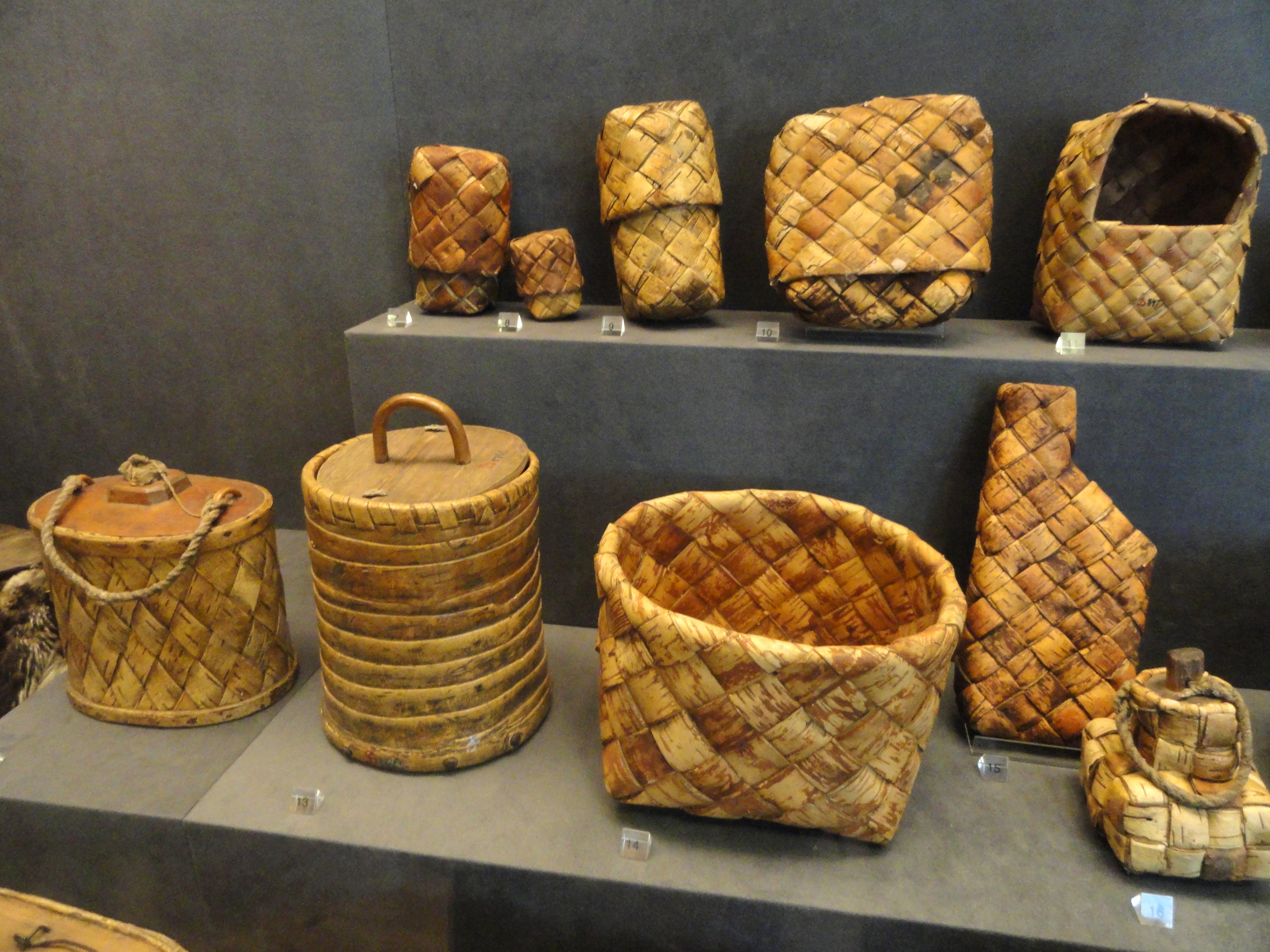
Cistells.
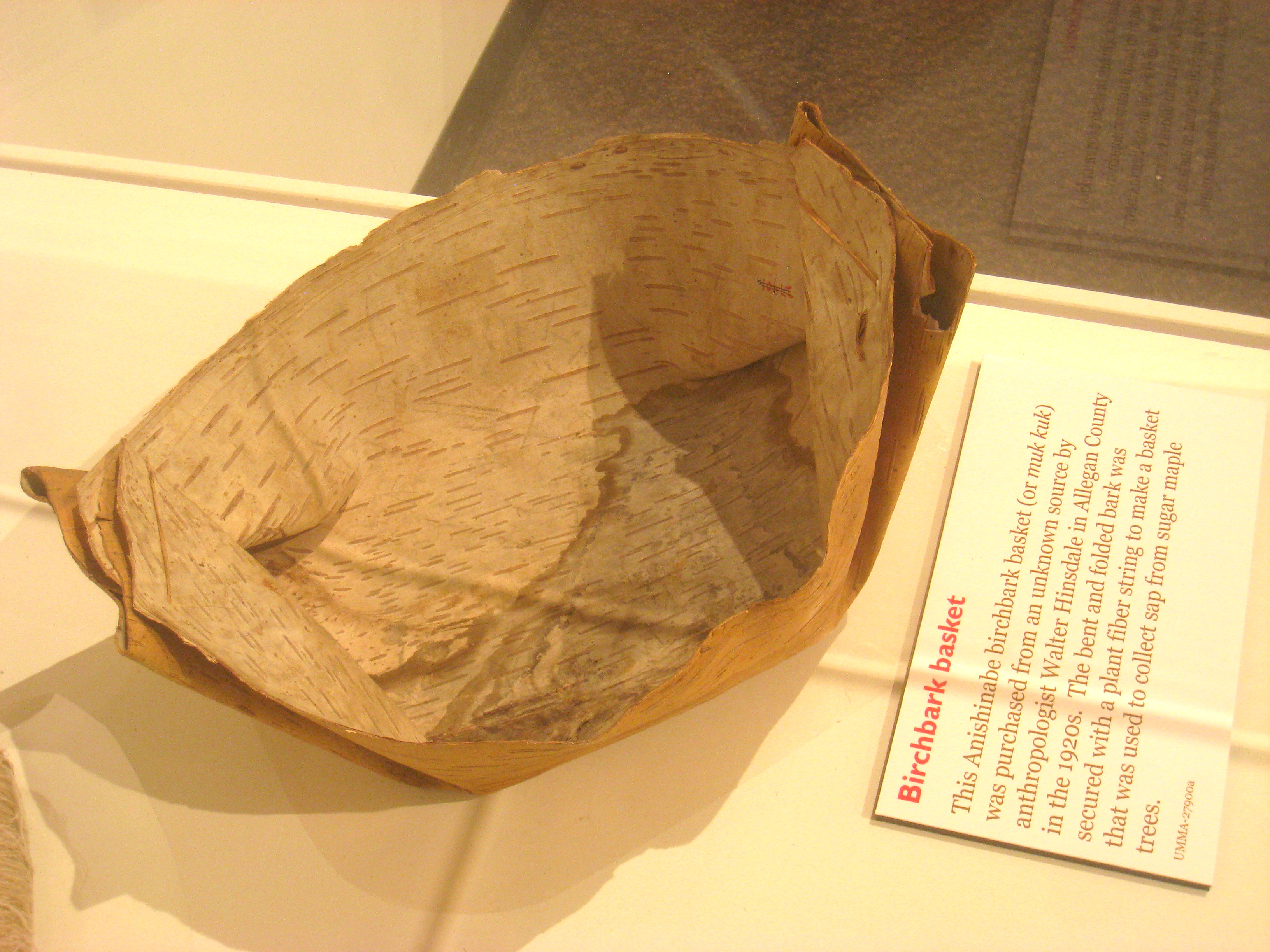
Cistell anishinaabe.
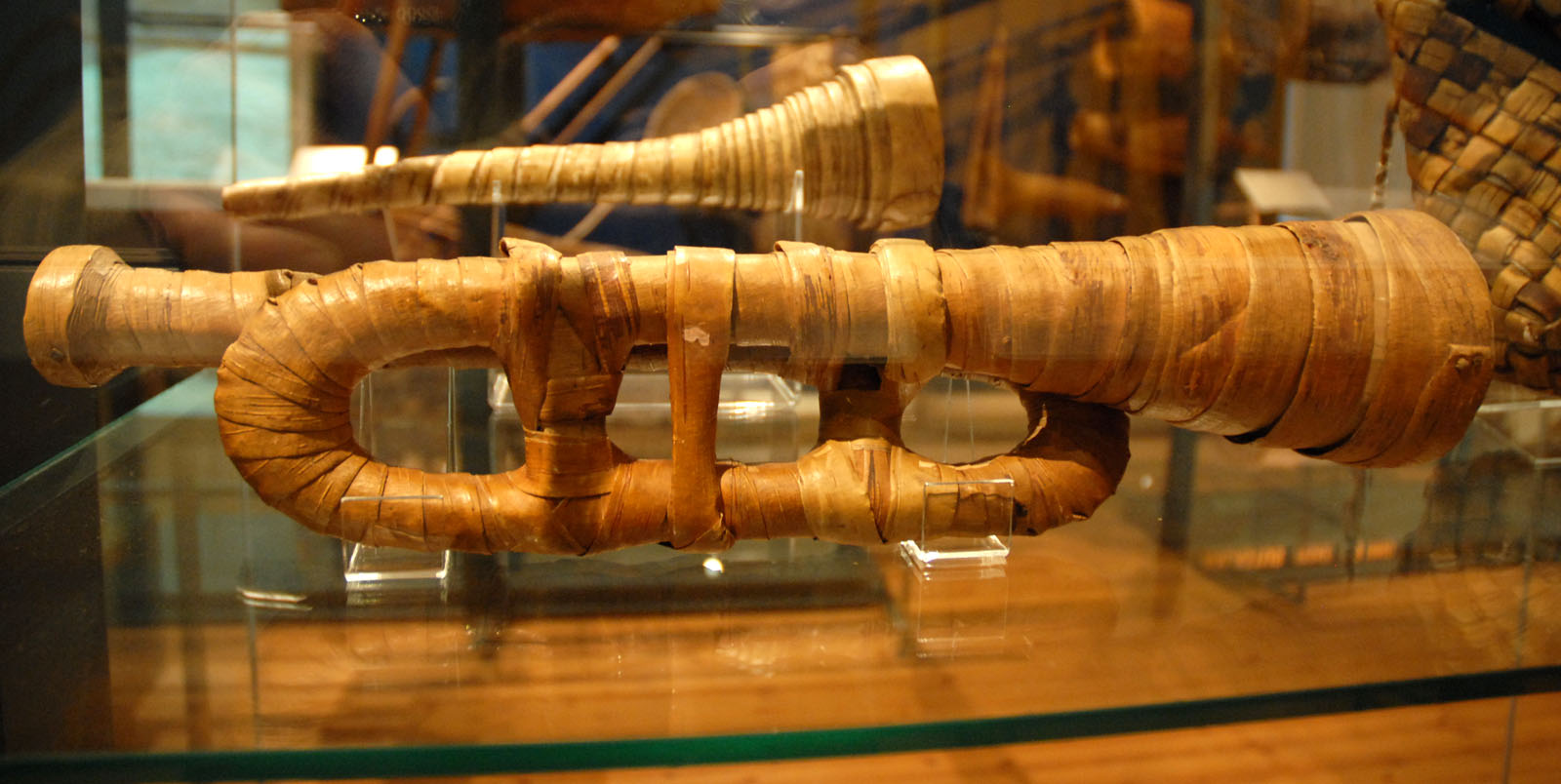
Corns de pastor.
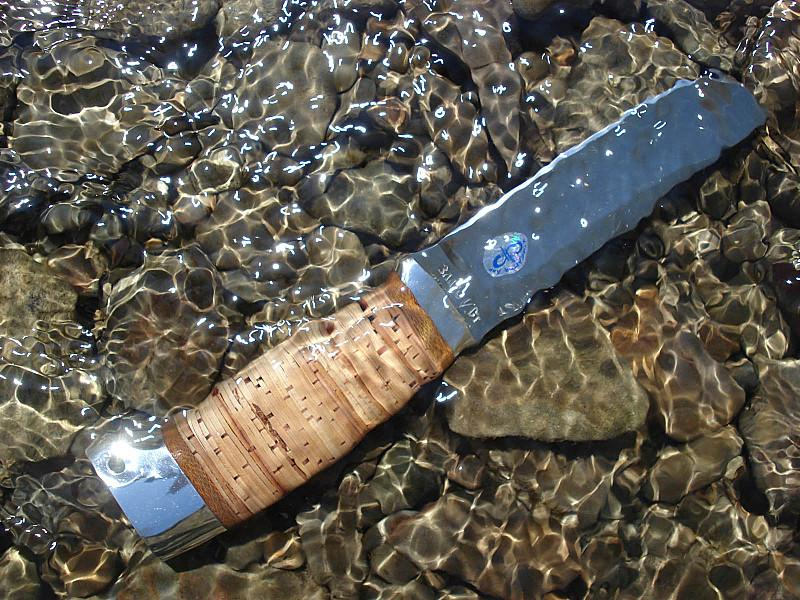
Mànec de ganivet.
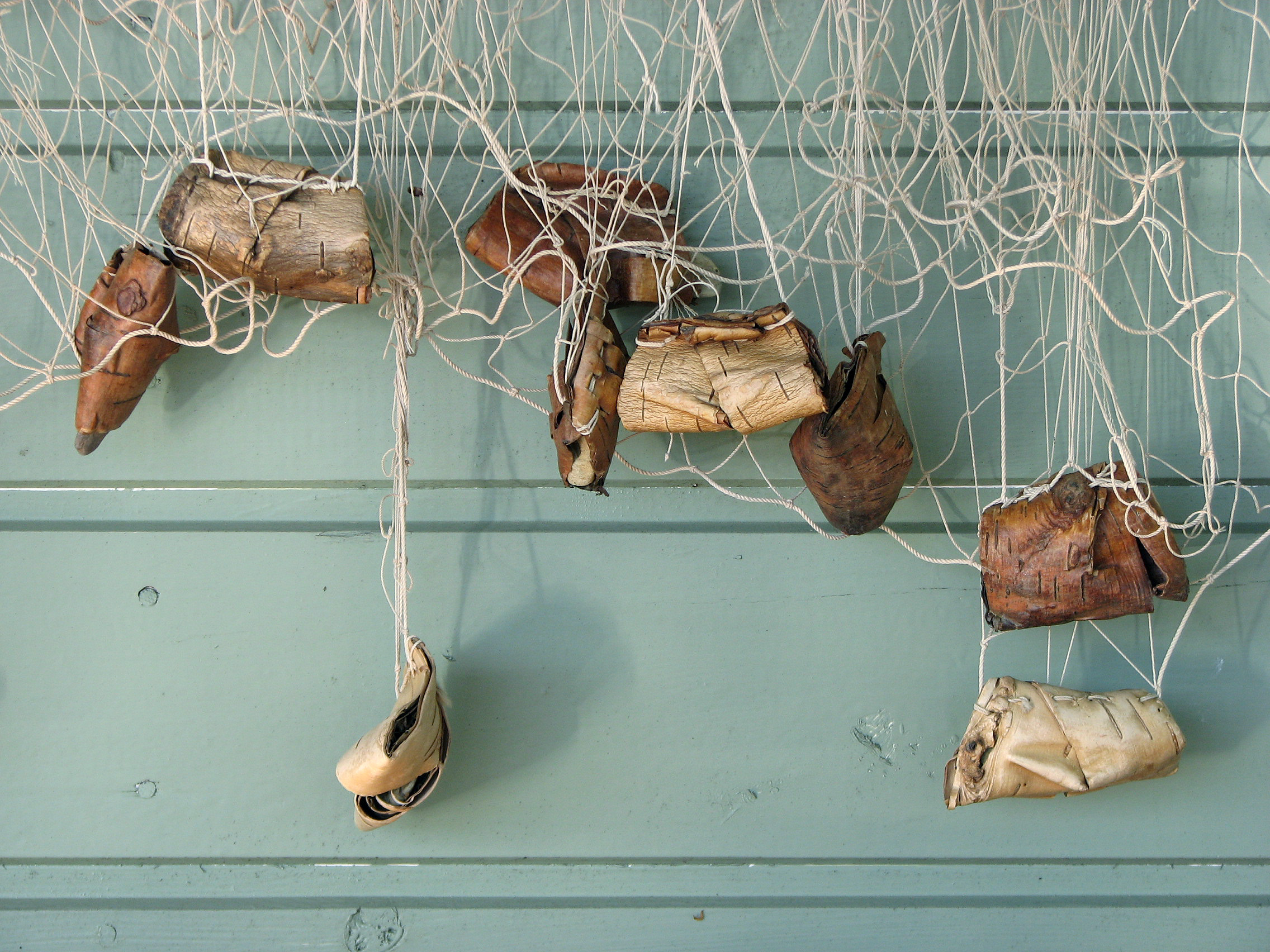
Plomades de pesca finlandeses fetes d'escorça de bedoll i pedres
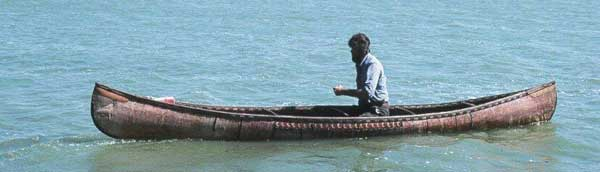
Canoa.
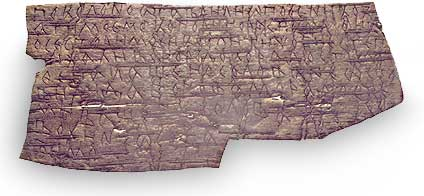
Carta sobre escorça (Nóvgorod, segle XIV).